# Sterculia striatiflora
Sterculia striatiflora är en malvaväxtart som beskrevs av Maxwell Tylden Masters. Sterculia striatiflora ingår i släktet Sterculia och familjen malvaväxter. Inga underarter finns listade i Catalogue of Life.